# Дьяково (Ясногорский район)
Дьяково — упразднённая деревня в Ясногорском районе Тульской области России. Малая родина Героя Советского Союза П. А. Гражданинова.

## Название
В XIX веке называлась деревня Дьякова.

## География
Деревня находилась в северной части Тульской области, в зоне хвойно-широколиственных лесов, в пределах Среднерусской возвышенности, к востоку от автодороги 70К-149, вблизи административной границы с Московской областью.

### Климат
Климат характеризуется как умеренно континентальный. Среднегодовая многолетняя температура воздуха составляет +3,6 — +3,8 °С. Абсолютный минимум температуры воздуха холодного периода составляет −41 °C; абсолютный максимум тёплого периода — +37 °C. Безморозный период длится около 138 дней. Продолжительность периода активной вегетации растений составляет примерно 134 дня. Среднегодовое количество атмосферных осадков составляет 584—586 мм, из которых большая часть (396—400 мм) выпадает в тёплый период. Снежный покров держится в течение 144—147 дней. Среднегодовая скорость ветра составляет 4 м/с.

## История
Прихожане деревни относились к составу Воскресенского прихода. До революции 1917 года к приходу Церкви Троицы Живоначальной относились жители села Красное — Воскресенское (Воскресенки, Красный погост)  и деревень Михнево, Щепихово, Тепловка, Перетрутово и Дьяково, с населением крестьян в числе 327 душ мужского и 347 женского пола (Малицкий П. И. «Приходы и церкви Тульской епархии». — Тула, 1895 г. Каширский уезд, стр. 428).

## Известные уроженцы, жители
Гражданинов, Павел Андреевич (1920—1943) — старший лейтенант Рабоче-крестьянской Красной Армии, участник Великой Отечественной войны, Герой Советского Союза (1943).

## Инфраструктура
Личное подсобное хозяйство с зоной сельскохозяйственного использования, индивидуальная застройка усадебного типа.

## Транспорт
Просёлочные дороги.